# The Dark Element
The Dark Element — фінсько-шведський хеві-метал/симфо-метал-гурт, що сформувався у 2016 шведською співачкою Анетт Ользон та фінським гітаристом/автором пісень/музичним продюсером Яні Лііматайненом. У 2016 вони підписали контракт із директором італійського музичного лейблу Frontiers Music Серафіно Перуджиноном і почали запис свого дебютного альбому. З часом до гурту приєднався бас-гітарист Йонас Кульберг та ударник Яні Хурула.
10 листопада 2017 гурт випустив однойменний дебютний студійний альбом «The Dark Element». Вперше на публіці гурт з'явився на шведському рок-фестивалі у червні 2016.

## Склад
Поточні учасники
- Анетт Ользон — вокал
- Яні Лііматайнен — електрогітара
- Йонас Кульберг — бас-гітара
- Яні Хурула — барабани

Сесійні учасники
- Яха Маенпа — клавіші
- Рольд Пілве — барабани

## Дискографія
Альбоми
- The Dark Element (2017, Frontiers)
- Songs the Night Sings (2019,  Frontiers)

Сингли
- ”The Dark Element” (2017, Frontiers)[6]
- ”My Sweet Mystery” (2017, Frontiers)[6]
- ”Here’s to You” (2017, Frontiers)[6]
- ”Dead to Me” (2017, Frontiers)[6]
- "The Ghost and the Reaper" (2017)
- "Songs the Night Sings" (2019)
- "The Pallbearer Walks Alone" (2019)
- "Not Your Monster" (2019)

Музичне відео
- ”My Sweet Mystery” (2017, Frontiers)[7]
- ”The Ghost and the Reaper” (2017, Frontiers)[7]